# Volksbank Balingen
Die Volksbank Balingen eG war eine Genossenschaftsbank mit dem Geschäftsgebiet rund um Balingen, Hechingen und Rosenfeld. Die Volksbank Balingen eG gehörte dem Baden-Württembergischen Genossenschaftsverband und darüber dem BVR an.

## Fusion
Mit Wirkung zum 1. Januar 2015 wurde die Volksbank Balingen eG auf die Volksbank Hohenzollern eG zur Volksbank Hohenzollern-Balingen eG verschmolzen.